# Basel-Vanagaite-Smirin-Yosef-Syndrom
Die Basel-Vanagaite-Smirin-Yosef-Syndrom (BVSYS) ist eine sehr seltene angeborene Erkrankung mit den Hauptmerkmalen angeborene Katarakt, Mikrozephalie, Feuermal (Naevus flammeus simplex) und schwere Intelligenzminderung.
Synonyme sind: Kongenitale Katarakt-Microzephalie-Naevus flammeus simplex-schwere Intelligenzminderung-Syndrom
Die Bezeichnung bezieht sich auf die Erstautoren der Erstbeschreibung aus dem Jahre 2015 durch die Israelische Humangenetikerin Lina Basel-Vanagaite, Pola Smirin-Yosef und Mitarbeiter.
Das Syndrom ist nicht zu verwechseln mit dem Basel-Vanagaite-Sirota-Syndrom, dem Mikrolissenzephalie-Mikromelie-Syndrom.

## Verbreitung
Die Häufigkeit wird mit unter 1 zu 1.000.000 angegeben, die Vererbung erfolgt autosomal-rezessiv.

## Ursache
Der Erkrankung liegen Mutationen im MED25-Gen auf Chromosom 19 Genort q13.33 zugrunde, welches für den mediator complex subunit 25 kodiert.

## Klinische Erscheinungen
Klinische Kriterien sind:
- Krankheitsbeginn bei Geburt
- angeborene Katarakt
- Mikrozephalie
- Feuermal
- im Verlauf sich zeigende Intelligenzminderung